# Дик Вэй
Ту Цзилу́н (кит. трад. 涂吉龍, пиньинь Tú Jílóng, род.15 апреля 1953), известный под англоязычным псевдонимом Дик Вэй (англ. Dick Wei) — тайский и гонконгский киноактёр.

## Биография
Родился 15 апреля 1953 года в волости Чжутянь тайваньского уезда Пиндун. Уже в начальной школе стал заниматься каратэ и ушу, и выиграл много соревнований. В армии дослужился до капитана, преподавал рукопашный бой.
Ещё во время службы в армии снимался в малобюджетных тайваньских фильмах. Однажды в Тайбэе он познакомился с гонконговским кинорежиссёром Чжан Чэ, и тот уговорил его пройти кинопробы, запись которых была отослана Шао Ифу, возглавлявшему кинокомпанию «Shaw Brothers». После этого он подписал контракт с «Shaw Brothers», и в 1977 году переехал в Гонконг. На «Shaw Brothers» он снялся в ряде фильмов под псевдонимом «Tu Lung».
Затем он перешёл в кинокомпанию «Golden Harvest», где присоединился к команде каскадёров Саммо Хуна. Он снялся в большом количестве фильмов-боевиков, чаще всего играя отрицательных персонажей.
Впоследствии вернулся на Тайвань, где, помимо съёмок в качестве актёра, стал также режиссёром и продюсером.

## Избранная фильмография
| Год  |   | Русское название                      | Оригинальное название | Роль                                       |
| ---- | - | ------------------------------------- | --------------------- | ------------------------------------------ |
| 1977 | ф | Предания о героях, стреляющих в орлов | 射鵰英雄傳            | Ян Тесинь                                  |
| 1977 | ф | Парень из китайского квартала         | 唐人街小子            | боец                                       |
| 1978 | ф | Ручной замок Шаолиня                  | 十字鎖喉手            | Ли Бай                                     |
| 1978 | ф | Пятеро ядовитых                       | 五毒                  | глава клана ядовитых                       |
| 1978 | ф | Мстительный орёл                      | 冷血十三鷹            | Тик Чикён                                  |
| 1978 | ф | Непобедимый Шаолинь                   | 南少林與北少林        | боец Южного Шаолиня                        |
| 1979 | ф | Хромые мстители                       | 殘缺                  | один из Трёх Тигров Тяньнань               |
| 1979 | ф | Золоторукий парень                    | 金臂童                | боец, владеющий техникой «железной ладони» |
| 1981 | ф | Блудный сын                           | 敗家仔                | подручный Нгай Фэя                         |
| 1983 | ф | Победители и грешники                 | 奇謀妙計五福星        | телохранитель Чань Чиу                     |
| 1983 | ф | Чемпионы                              | 波牛                  | По Вонкам (Король)                         |
| 1983 | ф | Проект А                              | A計劃                 | Ло Сампау, главарь пиратов                 |
| 1985 | ф | Мои счастливые звёзды                 | 福星高照              | бандит                                     |
| 1985 | ф | Мои счастливые звёзды 2               | 夏日福星              | наркоторговец в Гонконге                   |
| 1985 | ф | Сердце дракона                        | 龍的心                | человек Кима                               |
| 1985 | ф | Да, мадам!                            | 皇家师姐              | Вилли / Дик                                |
| 1986 | ф | Экспресс миллионеров                  | 富貴列車              | бандит                                     |
| 1986 | ф | Роза                                  | 神勇双响炮续集        | ассистент Пинтхона в белом костюме         |
| 1987 | ф | Восточные кондоры                     | 東方禿鷹              | вьетнамский офицер                         |
| 1988 | ф | Драконы навсегда                      | 飛龍猛將              | головорез в баре                           |
| 1989 | ф | Рикша                                 | 群龍戲鳳              | Вай                                        |
| 1993 | ф | Суперполицейский 2                    | 超級計劃              | А Чхюнь                                    |